# Albertino Mussato
Albertino Mussato (ur. 1261 w Padwie, zm. 31 maja 1329 w Chioggii) – włoski poeta.

## Życiorys
Urodził się w biednej rodzinie. Wcześnie osierocony, musiał zająć się młodszym rodzeństwem – dwójką braci i siostrą. Początkowo zarabiał na życie, przepisując książki studentów uniwersytetów. Później został notariuszem. Poślubił też córkę Guglielma Lemiciego, wpływowego lichwiarza z Padwy. Od tego czasu (ok. 1310) zaczął odgrywać ważną rolę w życiu politycznym miasta. Kiedy rodzina Careara złamała potęgę Lemicich, Mussato musiał udać się na wygnanie w 1325.
Mussato był autorem tragedii Ecerinis (1314–1315), w której opisywał losy Ezzelino III da Romano, władcy miasta Trevignano. Utwór oparty był na wzorze tragedii Seneki i stał się inspiracją dla wielu późniejszych dramatów włoskich XIV i XV wieku. Sam Mussato otrzymał za Ecerinis laur poetycki jako drugi poeta po Petrarce.